# Международна автомобилна федерация
Международната автомобилна федерация, ФИА (фр. Fédération Internationale de l'Automobile, FIA), е световната организация на автомобилистите със седалище в Париж.
Тя е сдружение с нестопанска цел. Отначало е позната като „Международна асоциация на признати автомобилните клубове“ (AIACR), основана на 20 юни 1904 г. за да представлява интересите на автомобилните асоциации и потребителите.
ФИА има 150 национални клона в 118 страни с около 100 милиона члена.
ФИА е известна като организация на моторните спортове, най-вече с организираните и контролирани от нея състезания от Формула 1, Световния рали шампионат и шампионата за туристически автомобили (WTCC). Настоящият ѝ президент е Жан Тод.
Със седалище в Париж, Франция, Площад „Конкорд“ 8, ФИА се състои от 222 организации-членки в 125 страни по света. .
Както е случая с футбола ФИФА, ФИА е известен със своето име и френски акроним, дори и в англоезичните страни, но понякога предоставени като „Международната федерация по автомобилизъм“.
Неговата най-важна роля е в организирането и съдииството на състезания от Формула 1. ФИА, заедно с FIM също участват в опитите за поставяне на рекорди за скорост по земя.

## История
Международната асоциация на признати автомобилни клубове (AIACR) е основана в Париж на 20 юни 1904.
През 1922, ФИА създаде комисия за организиране на автомобилни състезания Commission Sportive Internationale (CSI), а по-късно стана Международна федерация за спортни автомобили (FISA). Преструктурирането на ФИА през 1993 г. доведе до изчезването на FISA и провеждането на моторни състезания под прякото управление на ФИА.

## Хронология
През 1946 г. истинската история на Формула Едно започна със стандартизиране на правилата от страна на ФИА.
През 1950, ФИА организира първото Световно първенство, известен днес като Формула Едно Световно първенство за състезатели.
През 1953 г., на ФИА създаде Световния шампионат за спортни коли, първите точкови серии за спортни коли в света. Това първенство, под различни имена, единствено за производителите до и включително 1980 година. От 1981 г., „Пилотският шампионат“ бе превърнат от производителите в „Отборен шампионат“ през 1985. За последно името на „Световният шампионат за спортни автомобили“ бе промено през 1992 година.
През 1973, ФИА организира първият Световен Рали шампионат. 42-рото Авто Рали Монте-Карло се превръща в първата по рода Световен Рали шампионат на ФИА.
През 1987, бива спрян от ФИА. Сериите са подновени през 2005.
През 1993 г. Националната Ход Род асоциация е официално призната от Световната съвет на ФИА и Drag Racing комисията бе създадена.
През 2008 г. носталгия Ход Род Сдружението бе официално признато от двете FCC и ФИА като независим субект.

## Организационна структура
Световният съвет на ФИА е управителният орган, който се състои от председателите на множество държави клубове, членуващи във Федерацията.
Ръководителят на ФИА и председател на Общото събрание е председателя. Президентът се избира за четиригодишен мандат от Световния Съвет на ФИА, а от октомври 2005 г. нататък, няма да бъде разрешено да служат повече от два мандата. Президентът Макс Мозли, който встъпи в длъжност през 1993 г., започна своя четвърти мандат през 2005 г. Настоящият ѝ президент е Жан Тод.
Сенат от 10 члена избира председателя на Сената, а сегашните и предишните президенти на ФИА, заместник-председателя — Мобилност и автомобилната група, заместник-председател — Спорт група; и пет допълнителни членове, избрани от Общото събрание. От ФИА Статуята # 17: "Решенията се изискват от ръководството на ФИА, когато обстоятелствата не позволяват заседание на комисията или на Световния съвет, особено в случаи на извънредни ситуации; решения, взети по този начин трябва да бъдат потвърдени по време на следващото заседание на комисията или на съответните Световни събрания."
Сената също прави счетоводни и бюджетни решения, изготвяне на проект на бюджет за Световните съвети. Сената сформира под-комитети по теми, като например търговски промоции, с цел да направи препоръки и да преразгледа предложения.
Световния съвет на ФИА урежда и всички не спортни дейности, както и се оглавява от заместник-председателя за мобилност и на автомобили.
Световният Съвет на ФИА урежда всички спортни събития, регулирани от ФИА. Той отговаря също така за насърчаване на безопасността в световния моторспорт, насърчаване на стандартизирани норми, както и насърчаването на моторния спорт в нови пазари, включително и развиващи се страни. Съветът се състои от председател и заместник-председател, седем заместник-председатели и 17 други членове. Седемнадесетте други трябва да представляват националните спортни власти за най-малко едно международно събитие.
Международния апелативен съд на ФИА е последната инстанция за обжалване за международни моторни спортове. Той решава спорове, отнесен до него от всеки от National Sporting Authorities по света, или от председателя на ФИА. Тя може също така да разреши извън спортни спорове, заведени от националните автомобилни организации влизащи в състава на ФИА.
Други организации и длъжности включват автомобилни комисии, спортни комисии, заместник-председател на ФИА за спорт, както и ФИА секретариат.

## Критики
Мартин Брандъл написа колона в Sunday Times, озаглавена „Лов на вещици заплашва световната титла“. Той обвини ФИА за лова на вещици срещу МакЛарън. Световният съвет отговорил чрез издаване на заповед срещу Sunday Times по обвинение в клевета . Брандъл отвърнал на удара с удар и казва, че: „съм спечелил правото да имам мнение“, с което предлага „предупредителен знак за други журналисти“ . В Шпионският скандал през 2007 участват обвинения срещу Макларън, които бяха обвинени в кражба на технологичните тайни от Ферари.
Това беше най-новата в дълга редица ситуации, в които ФИА взема решения, които са неприемливи за Ферари и нейните водачи, особено Михаел Шумахер. Примерите включват поредица от санкции за Макларън и неговите шофьор Люис Хамилтън през 2008 г., неуспех да дисквалифицират незаконно Ферари в 1999 за Грант При на Малайзия (по този начин се гарантира, че Еди Ървайн запазва шанс за спечелване на шампионата тази година), провалят се в Състезанието за Голамата награда на САЩ и гумите не издържаха, издаването на минимални наказания за отбора в Голямата Награда на Австрия през 2002 и Америка.
Последните спорове възникнали в Белгийската Грант При през 2008, където Люис Хамилтън получава 25-секундно наказание 2 часа след състезанието, тъй като той „спечелва позиция пресичайки шикан“ в дуела с Кими Райконен. В резултат Ферари и Фелипе Маса спечелиха състезанието, а Хамилтън става 3-ти, което означава, че преднината на Хамилтън таблицата с точките бе намалена до две точки аванс спрямо Маса, вместо да бъдат увеличени до 8.
Още един спор се появи, че са се възползвали от Ферари в надпреварата за световния шампионат за Голямата награда на Япония през 2008, където Себастиан Борде кара за Торо Росо близо до пит-лейна в 50-а обиколка става инцидент между двамата . Борде отказва да пусне Маса, който се опитва да го изпревари от външната страна, след което Маса се завърта. . Комисарите на състезанието решиха да не наказват никои по време на състезанието, вместо това да съобщят решението си след края на състезанието. По това време експерти като Джеймс Алън на ITV коментират, че комисарите най-вероятно ще обвинят Маса за инцидента и ще го накажат . Но скоро след състезанието Борде получи 25 секунди наказание се смъкна до 10-и в крайното класиране, а Маса стана 7-и като взе точки от състезанието.
През 2008 г. се появяват обвиненията срещу президента на ФИА Макс Мозли, че е замесен в скандално сексуално поведение. След юни 2008 решението на ФИА да запазят Макс Мозли като президент, на германския клон на ФИА, на ADAC (най-големият европейски клуб на автомобилистите), обяви, „Ние гледаме със съжаление и недоверчивост на Генералната дирекция на ФИА за решението в Париж, оставяйки Макс Мозли в длъжност като президент на ФИА. „Той замрази всички нейни дейности“.. От доклада стана ясно, че Бърни Екълстоун обмисля в инвестирането за създаването на аналог на Формула 1 след скандала.